# 아마존 파이어 태블릿
아마존 파이어 태블릿(Amazon Fire Tablet, 과거 명칭: 킨들 파이어/Kindle Fire)는 아마존닷컴의 전자책 단말기인 킨들의 미니 태블릿 컴퓨터 버전이다. 2011년 9월 28일 킨들 파이어가 IPS 패널을 사용한 컬러 7인치 멀티터치 디스플레이와 구글 안드로이드 운영 체제의 포크 버전을 탑재했다고 공개되었다. 아마존 앱스토어와 영화 및 TV 스트리밍, 킨들 전자책 기능을 포함한 이 기기는 2011년 11월 15일 미국의 소비자를 대상으로 발매되었으며 미국을 제외한 국가에서는 판매되지 않았다.
출시 당시 가격은 미국 달러로 199 달러였다. 분석가들은 애플의 아이패드의 강력한 경쟁 제품이 될 것이라고 예상했다.
아마조노 파이어 태블릿의 크기는 세로 190×가로 120×두께 11.4 mm이며, 실제 화면 크기는 세로 150×가로 89 mm이다.

## 사진

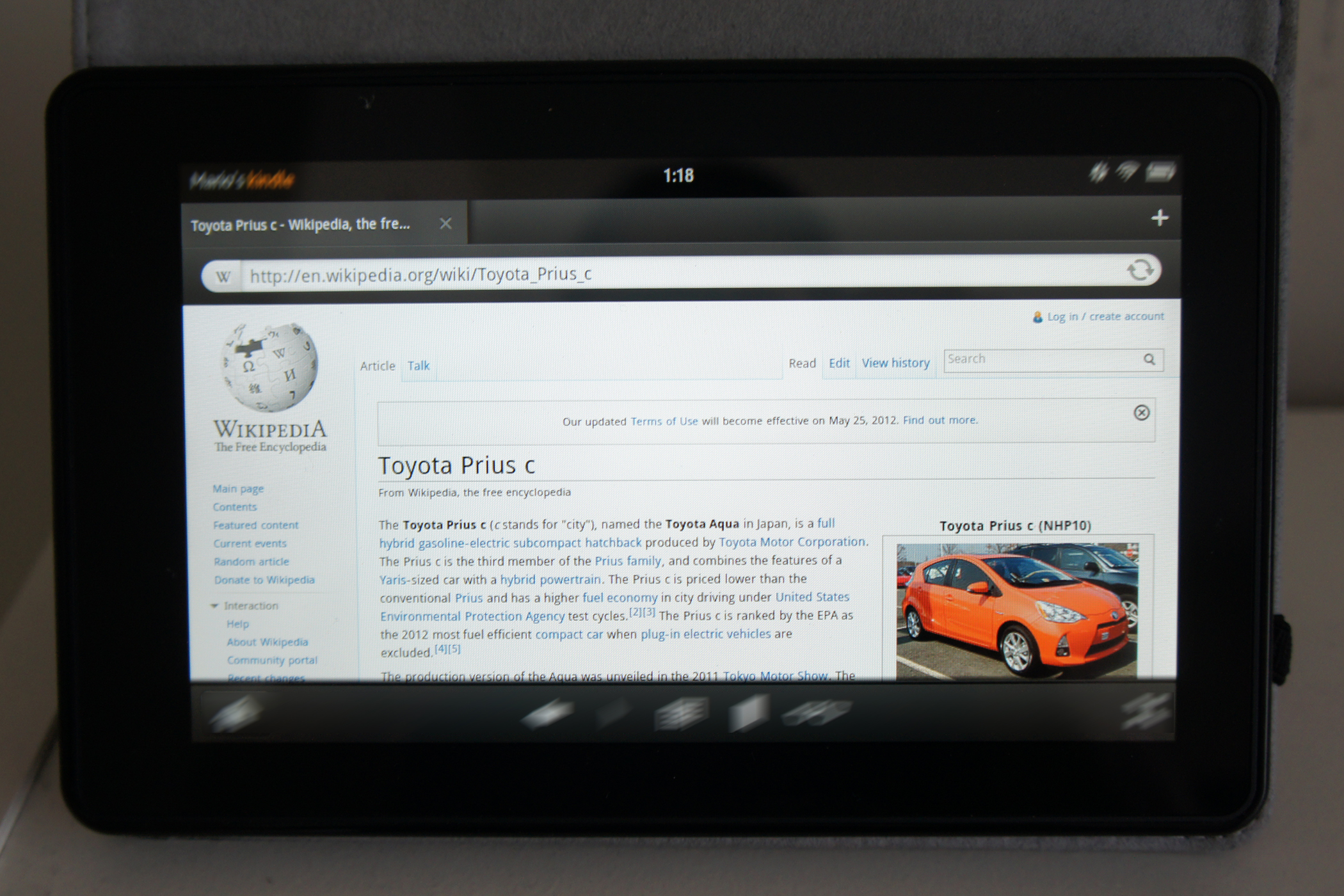
가로로 눕혀 웹페이지를 띄운 아마존 파이어
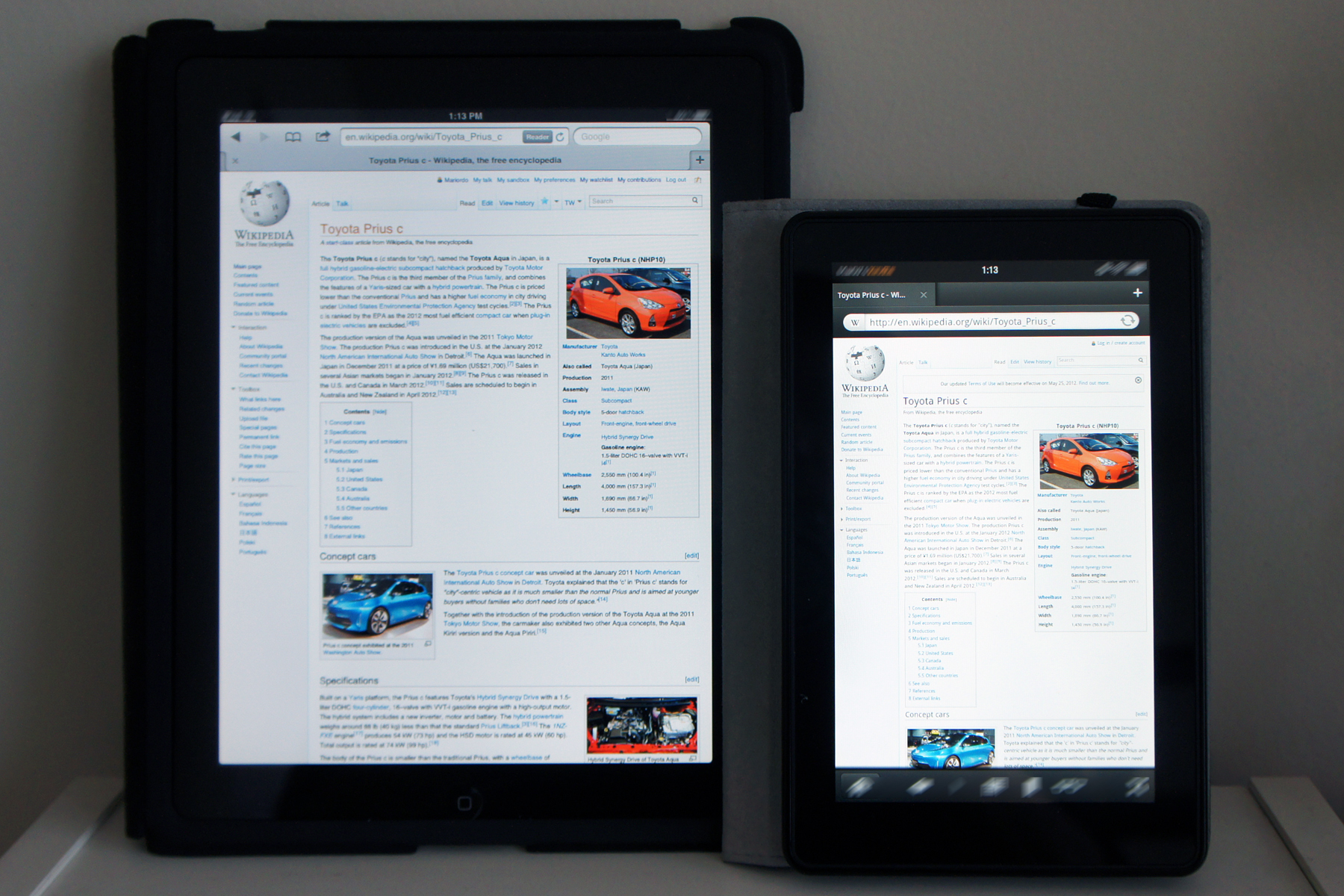
아이패드 (왼쪽)와 아마존 파이어 (오른쪽)
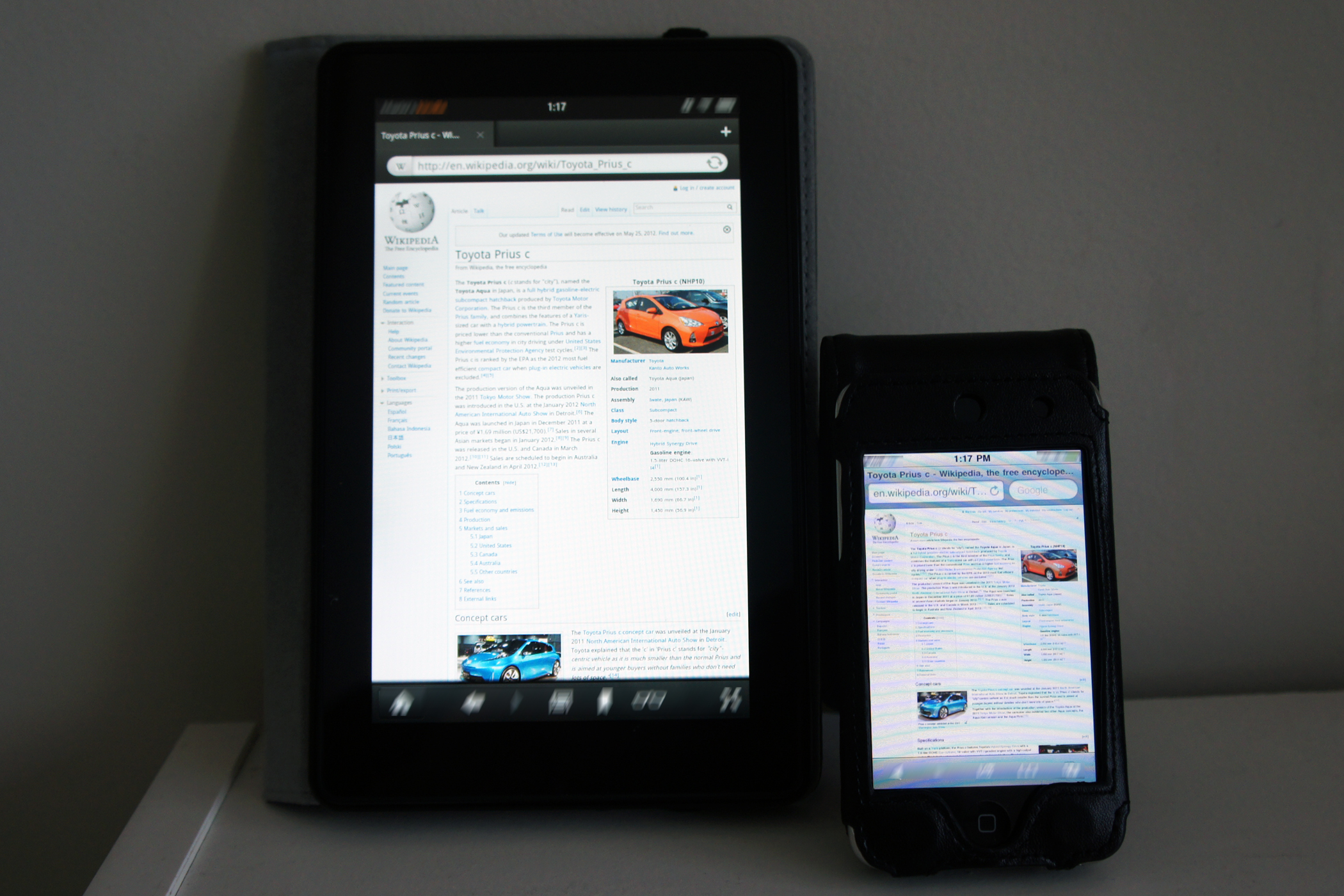
아마존 파이어 (왼쪽)와 아이팟 터치 (오른쪽)

## 같이 보기
- 파이어 HDX